# Carole Thate
Carole Helene Antoinette Thate (Utrecht, 6 december 1971) is een Nederlands voormalig hockeyster. Zij speelde 168 officiële interlands (40 doelpunten) voor de Nederlandse vrouwenhockeyploeg. Haar debuut voor Oranje maakte de middenveldster op 20 november 1989 in de oefeninterland Nederland-Engeland (3–2).
Thate ontwikkelde zich tijdens haar carrière tot een gedreven speelster, die achtereenvolgens speelde voor Shinty, Schaerweijde, Kampong en Amsterdam. Ze studeerde en hockeyde van 1993 tot 1996 in de Verenigde Staten. Haar laatste interland speelde Thate, onder bondscoach Tom van 't Hek jarenlang aanvoerster van de nationale ploeg, tijdens de Olympische Spelen van Sydney, en wel op 29 september 2000 (Nederland–Spanje 2–0).
Na haar afscheid trad Thate toe tot de atletencommissie van sportkoepel NOC*NSF. Van 1999 tot begin 2015 was zij werkzaam als internationaal directeur van de Johan Cruyff Foundation. Thate is sinds september 2005 getrouwd met voormalig Australisch hockeyinternational Alyson Annan. Samen hebben zij twee kinderen en een bedrijf. Daarnaast is ze voorzitter van sportgezelschap De 144.
Carina Benninga · 
Carina Bleeker · 
Annemieke Fokke · 
Noor Holsboer · 
Danielle Koenen · 
Helen Lejeune-van der Ben · 
Jeannette Lewin · 
Caroline van Nieuwenhuyze-Leenders · 
Martine Ohr · 
Wietske de Ruiter · 
Florentine Steenberghe · 
Carole Thate · 
Jacqueline Toxopeus · 
Cécile Vinke · 
Ingrid Wolff · 
Mieketine Wouters ·
Coach: Roelant Oltmans
Dillianne van den Boogaard · 
Mijntje Donners · 
Willemijn Duyster · 
Stella de Heij · 
Noor Holsboer · 
Fleur van de Kieft · 
Nicky Koolen · 
Ellen Kuipers · 
Jeannette Lewin · 
Suzanne Plesman · 
Wietske de Ruiter · 
Florentine Steenberghe · 
Margje Teeuwen · 
Carole Thate · 
Jacqueline Toxopeus · 
Suzan van der Wielen ·
Coach: Tom van 't Hek
Dillianne van den Boogaard · 
Minke Booij · 
Ageeth Boomgaardt · 
Julie Deiters · 
Mijntje Donners · 
Fleur van de Kieft · 
Fatima Moreira de Melo · 
Clarinda Sinnige · 
Hanneke Smabers · 
Minke Smabers · 
Margje Teeuwen · 
Carole Thate · 
Daphne Touw · 
Macha van der Vaart · 
Myrna Veenstra · 
Suzan van der Wielen ·
Coach: Tom van 't Hek